# Gamma Crucis
Désignations
Gacrux, également nommée Gamma Crucis (γ Cru / γ Crucis) dans la désignation de Bayer, est la troisième étoile la plus brillante de la constellation de la Croix du Sud et une des étoiles les plus brillantes du ciel. Sa magnitude apparente est d'environ +1,6 et, d'après la mesure de sa parallaxe annuelle par le satellite Hipparcos, elle est située à 88,6 années-lumière de la Terre. C'est la géante rouge de type M la plus proche du Système solaire.

## Nomenclature
γ Crucis, latinisé en Gamma Crucis, est la désignation de Bayer de l'étoile . Puisqu'elle a une déclinaison d'environ –60°, elle est seulement visible au sud du Tropique du Cancer et n'a donc pas reçu de nom traditionnel ; « Gacrux » est simplement la contraction de « ga » dans gamma et de Crux, le nom latin de la Croix du Sud. Le nom de Gacrux a été formellement adopté par l'Union astronomique internationale le 20 juillet 2016, dans le cadre de son groupe de travail sur les noms d'étoiles.

## Propriétés
| Période (jours) | Amplitude (magnitude) |
| --------------- | --------------------- |
| 12,1            | 0,016                 |
| 15,1            | 0,027                 |
| 16,5            | 0,016                 |
| 54,8            | 0,026                 |
| 82,7            | 0,015                 |
| 104,9           | 0,016                 |

Gamma Crucis est une géante rouge évoluée de type spectral M3,5 III, qui est très probablement sur la branche des géantes rouges plutôt que sur la branche asymptotique des géantes, et qui n'a donc pas encore entamé la fusion de l'hélium dans son noyau. C'est aussi une étoile variable semi-régulière dont la magnitude apparente varie entre 1,60 et 1,67 et pour laquelle de multiples périodes de pulsation ont été détectées (cf. tableau à gauche). Son atmosphère est contaminée par du baryum, ce qui est généralement expliqué comme étant le résultat d'un transfert de matériel issu d'un compagnon plus évolué et qui est désormais devenu une naine blanche.
Elle possède deux compagnons visuels recensés dans les catalogues d'étoiles doubles et multiples. Le plus brillant, parfois désigné Gamma Crucis B, est d'une magnitude de +6,45 et c'est une étoile blanche de la séquence principale de type spectral A3 V. En date de 2018, elle était écartée d'un angle de 133,2 secondes d'arc, soit plus de deux minutes d'arc et selon angle de position de 24° avec l'étoile principale, et peut être observée avec des jumelles. Elle apparaît être une double purement optique, dont la proximité apparente avec Gacrux est une coïncidence. Le second compagnon est une étoile de dixième magnitude et qui est également une double optique.